# قطعنامه ۱۴۶۴ شورای امنیت
قطعنامه  ۱۴۶۴ شورای امنیت سازمان ملل متحد که در تاریخ ۳۰ ژانویه ۲۰۰۳ تصویب شد، سندی بین‌المللی دربارهٔ بررسی وضعیت در ساحل عاج است. این قطعنامه طی نشست ۴۷۰۰ام با ۱۵ رای موافق، ۰ مخالف و ۰ ممتنع تصویب شد.